# Erik Bernshteini
Erik Adolpisdze Bernshteini (en georgiano: ერიკ ბერნშტეინი; en alemán: Erich Bernstein; 1866-19 de enero de 1932) fue político georgiano de etnia alemana del Partido Socialdemócrata de Georgia y miembro de la Asamblea Constituyente de Georgia. 

## Biografía
Erik Bernshteini recibió educación superior en el extranjero y trabajó como profesor. En la década de 1910, colaboró en el consejo editorial del periódico en alemán Kaukasische Post en Tiflis. Desde 1917 fue miembro del Partido Socialdemócrata de Georgia. En 1918 representó a la breve Seima de Transcaucasia en Alemania y el 12 de marzo de 1919 fue elegido miembro de la Asamblea Constituyente de Georgia en la lista del Partido Socialdemócrata de Georgia, formando parte de la comisión de abastecimiento y secretario de la comisión de presupuesto y finanzas. En 1921, tras la invasión soviética de Georgia, se trasladó a Alemania. 
Murió el 19 de enero de 1932 en Berlín y el 22 de enero, el cuerpo fue incinerado en un crematorio en el distrito berlinés de Wedding.